# Jakob Bagge

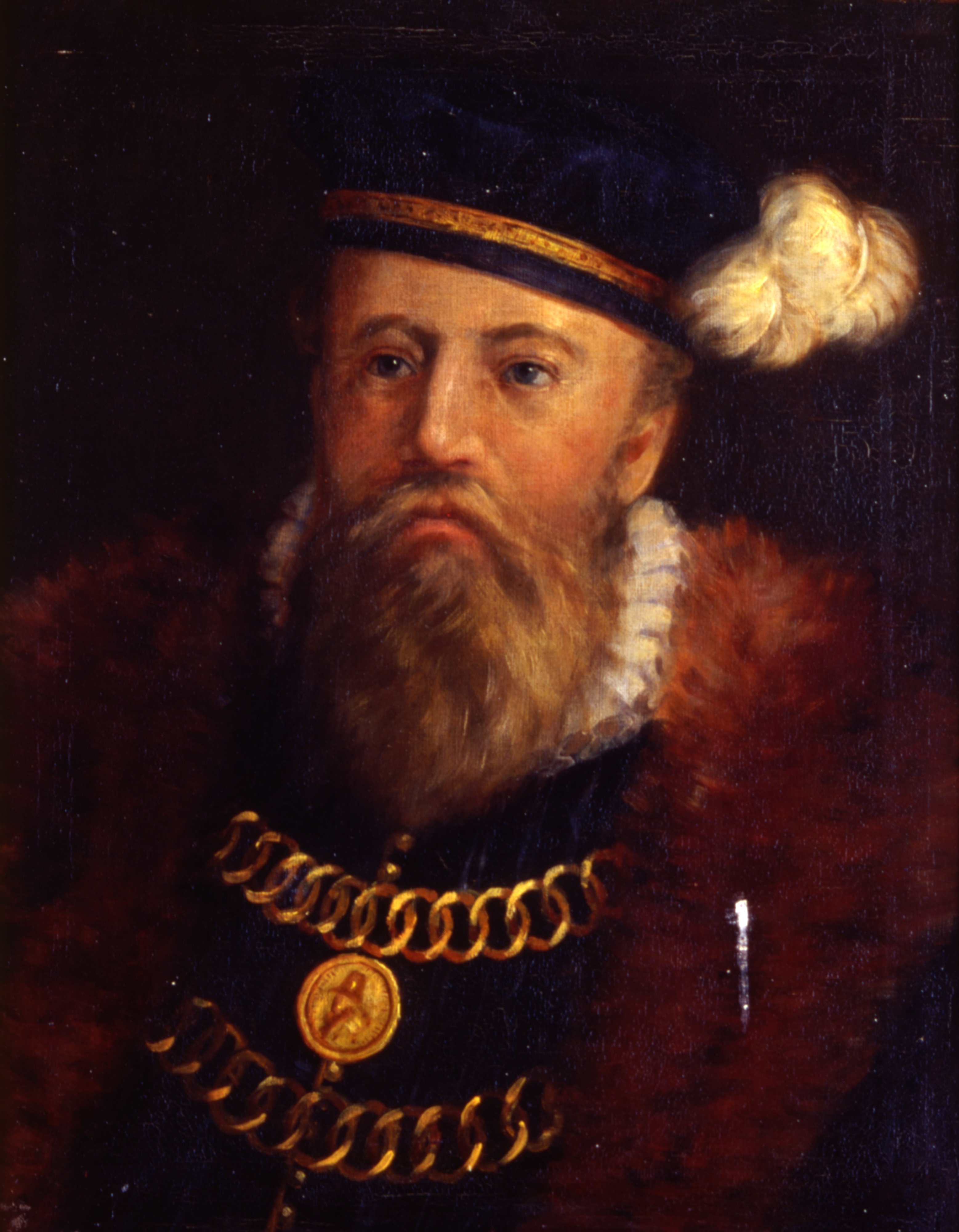
Jakob Bagge

Jakob Tordsson Bagge (* Mai 1502 in Halland Schweden; † 14. Januar 1577 in Stockholm) war ein norwegischer Seeoffizier und Admiral der Schwedischen Marine. Nach  der Erhebung in den schwedischen Freiherrenstand hieß das Adelsgeschlecht „Bagge von Boo“.

## Leben
Jakob Tordsson Bagge war Sohn des norwegischen Adligen Thord Olofsson Bagge und dessen Ehefrau Ingeborg Jakobsdotter. Bagges erste militärische Bewährung fand während der militärischen Auseinandersetzungen der Grafenfehde 1534–1536 statt. In den Jahren 1542/1543 war er an der erfolgreichen Niederschlagung des Dacke-Aufstands in der historischen Provinz Småland in Schweden beteiligt. 

Erinnerungsmedaille an Bagge und die Seeschlacht bei Bornholm 1563

Er galt in den 1550er Jahren als der schwedische Admiral mit der größten Erfahrung. Im Dreikronenkrieg führte er die schwedische Flotte gegen die verbündeten Flotten Dänemarks und Lübecks. Gegen den dänischen Admiral Brockenhuus kam es am 30. Mai 1563 in der mittleren Ostsee zu einem ersten Seegefecht bei der Insel Bornholm.
Im Folgejahr 1564 kam es wiederum am 30. Mai zur (ersten) Seeschlacht des Krieges zwischen den Inseln Öland und Gotland zwischen einer Flotte bestehend aus 21 dänischen Linienschiffen sowie fünf kleineren Einheiten unter dem dänischen Admiral Herluf Trolle und verstärkt durch sechs Lübecker Linienschiffe unter dem Ratsherrn und Admiral Friedrich Knebel. Bagge befehligte einen Verband von 16 schwedischen Großschiffen. Den mit den Dänen verbündeten Lübeckern unter Knebel gelang es, Bagges Flaggschiff Makelös zu entern und Bagge sowie dessen Stellvertreter Arved Trolle gefangen zu nehmen. Die Makelös sank kurz nach dem Entern durch eine Explosion. Das schwedische Kommando in den weiteren Auseinandersetzungen des Dreikronenkrieges erhielt der Admiral Claus Horn.
Nach dem Ende der Gefangenschaft in Kopenhagen wurde Jakob Bagge bis zu seinem Tode Schlosskommandant in Stockholm.

## Familie und Nachkommen
Jakob Bagge stammte aus dem skandinavisch-baltischen Adelsgeschlecht Bagge von Boo. Sein Großvater Olaf Knutson Bagge war Mitte des 15. Jahrhunderts von Norwegen in die schwedische Provinz Halland umgesiedelt. Sein Vater war Tord Olafsön Bagge († 1534), der mit der norwegischen Adligen Ingeborg Jakobsdotter verheiratet war. 
Jakob war mit Anna Jönsdotter verheiratet, aus dieser Ehe erwuchsen folgende Nachkommen:
- Johann Bagge (1548? – 1636), schwedischer Admiral, verh. mit Marta Eriksdotter († 1604), 
  - Erik verh. mit Brita Lind, übersiedelte nach Deutschland
    - Erich Bagge von Boo († 1698) gründete in Livland die baltische Linie
- Jakob Bagge der Jüngere (1538–1611), Statthalter und Admiral, verh. mit Margarete Johannsdotter († 1615)
- Catharina († 1611), verh. mit Arent Carlsson

## Ehrungen
- In Stockholm sind Baggensfjärden, Baggensstäket und Baggensgatan nach ihm benannt.
- Die schwedische Marine benannte den Torpedokreuzer Jacob Bagge nach ihm.